# Unonopsis
Unonopsis este un gen de plante angiosperme din familia Annonaceae.

## Specii[1]
- Unonopsis asterantha
- Unonopsis aurantiaca
- Unonopsis aviceps
- Unonopsis bahiensis
- Unonopsis bauxitae
- Unonopsis bullata
- Unonopsis cauliflora
- Unonopsis colombiana
- Unonopsis costanensis
- Unonopsis costaricensis
- Unonopsis darienensis
- Unonopsis duckei
- Unonopsis elegantissima
- Unonopsis esmeraldae
- Unonopsis floribunda
- Unonopsis glaucopetala
- Unonopsis guatterioides
- Unonopsis hammelii
- Unonopsis heterotricha
- Unonopsis longipes
- Unonopsis macrocarpa
- Unonopsis magnifolia
- Unonopsis megalophylla
- Unonopsis megalosperma
- Unonopsis mexicana
- Unonopsis monticola
- Unonopsis onychopetaloides
- Unonopsis osae
- Unonopsis pacifica
- Unonopsis panamensis
- Unonopsis penduliflora
- Unonopsis perrottetii
- Unonopsis peruviana
- Unonopsis pittieri
- Unonopsis renati
- Unonopsis riedeliana
- Unonopsis rufescens
- Unonopsis sanctae-teresae
- Unonopsis sericea
- Unonopsis sessilicarpa
- Unonopsis silvatica
- Unonopsis spectabilis
- Unonopsis stevensii
- Unonopsis stipitata
- Unonopsis storkii
- Unonopsis theobromifolia
- Unonopsis umbilicata
- Unonopsis veneficiorum